# Beilerstraat (Assen)
De Beilerstraat (voorheen Beilerweg) is een straat in de Nederlandse stad Assen.

## Geschiedenis
De Beilerweg was van oudsher een zandweg door het Asserbos tussen de Markt in Assen en Beilen. Vanaf 1665 reed twee keer per week de postwagendienst van Groningen naar Amersfoort over de weg. Eind 18e eeuw stichtte Jan Haak Oosting hier zijn landgoed 'De Eerste Steen', deze naam werd ontleend aan de eerste stenen mijlpaal die vanaf het Asser centrum gezien langs de postweg stond.
De Beilerweg was, op het landgoed na, lange tijd onbebouwd. Een van de eerste bouwwerken was de lagere school (Zuiderschool) die in 1834 op de hoek van de weg en het latere Kerkplein werd gebouwd. Op het schilderij Gezicht op Assen dat Jan van Ravenswaay in 1841 vanaf de Beilerweg maakte is goed te zien hoe landelijk het toen nog was. Op het schilderij zijn aan bouwwerken alleen links het gymnasium aan de Dr. Nassaulaan en in het midden de Kloosterkerk en het Drostenhuis te zien.
Toen in 1848 de Grote Kerk (nu Jozefkerk) gereed kwam, kreeg het gedeelte van de weg tussen de Markt en het Kerkplein de naam Kerkstraat, de naam van de Beilerweg werd veranderd in Beilerstraat. In 1856 werd de straat verhard. Woningbouw aan de Beilerstraat vond vooral vanaf de tweede helft van de 19e eeuw plaats. In 1892 werd de Zuiderbegraafplaats aan de Beilerstraat in gebruik genomen.

## Monumenten
Aan de Beilerstraat zijn verscheidene rijks-, provinciale en gemeentelijke monumenten te vinden:
| Object                                                                       | Bouwjaar          | Architect        | Monument                | Afbeelding |
| ---------------------------------------------------------------------------- | ----------------- | ---------------- | ----------------------- | ---------- |
| Beilerstraat 2 Woonhuis in eclectische stijl                                 | ca. 1833          |                  | GM                      |            |
| Beilerstraat 4 Woonhuis van het Asser type                                   | ca. 1890          |                  | GM                      |            |
| Beilerstraat 5 Woonhuis met koetshuis                                        | ca. 1875          |                  | RM 469339               |            |
| Beilerstraat 6 Woonhuis van het Asser type                                   | ca. 1890          |                  | GM                      |            |
| Beilerstraat 8 Woonhuis in aan art nouveau verwante stijl                    | 1901              | J. Smallenbroek? | GM                      |            |
| Beilerstraat 9 Woonhuis in overgangsstijl                                    | ca. 1895          |                  | RM 469338               |            |
| Beilerstraat 10 Woonhuis in overgangsstijl                                   | ca. 1905          |                  | RM 469327               |            |
| Beilerstraat 11 Woonhuis in overgangsstijl                                   | ca. 1905          |                  | GM                      |            |
| Beilerstraat 12 Woonhuis met Jugendstilkenmerken                             | ca. 1870          |                  | GM                      |            |
| Beilerstraat 13 Woonhuis in eclectische stijl                                | ca. 1870          |                  | GM                      |            |
| Beilerstraat 14 Woonhuis                                                     | ca. 1870          |                  | GM                      |            |
| Beilerstraat 15 Woonhuis in eclectische stijl                                | ca. 1870          |                  | GM                      |            |
| Beilerstraat 16-18 Woonhuis                                                  | 1875              |                  | GM                      |            |
| Beilerstraat 20 De Oude Pastorie                                             | 1870              |                  | RM 469326               |            |
| Beilerstraat 24 Woonhuis in eclectische stijl                                | ca. 1880          |                  | RM 469325               |            |
| Beilerstraat 23 Woonhuis met gietijzeren hekwerk                             | ca. 1900          |                  | GM                      |            |
| Beilerstraat 25 Woonhuis met gietijzeren hekwerk                             | 1898              |                  | GM                      |            |
| Beilerstraat 27 Woonhuis van het Asser typer                                 | ca. 1900          |                  | GM                      |            |
| Beilerstraat 29 Woonhuis in eclectische stijl                                | ca. 1895          |                  | GM                      |            |
| Beilerstraat 30 Rijks Hogere Burgerschool                                    | 1867              | H.C. Winters     | RM 468980               |            |
| Beilerstraat 31 Woonhuis van het Asser typer                                 | ca. 1900          |                  | GM                      |            |
| Beilerstraat 32 Conciergewoning van de Rijks Hogere Burgerschool             | 1911              | J.A.W. Vrijman   | GM                      |            |
| Beilerstraat 35 Woonhuis verwant aan het Asser typer                         | ca. 1875          |                  | GM                      |            |
| Beilerstraat 37 Woonhuis verwant aan het Asser typer                         | ca. 1875          |                  | GM                      |            |
| Beilerstraat 41 Huize Oakland                                                | 1878              |                  | RM 469324               |            |
| Beilerstraat 57-57a-57b-59 Dubbel woonhuis met smeed- en gietijzeren hekwerk | 1905?             |                  | GM, PM1-0058[dode link] |            |
| Beilerstraat 61-65 Blok van drie woningen in overgangsstijl                  | 1905              |                  | RM 469340               |            |
| Beilerstraat 82 De Eerste Steen, woonhuis                                    | 1906-1907         | G. Stel          | RM 469371               |            |
| Beilerstraat 84 Boswachterswoning                                            | 1813              |                  | RM 8401                 |            |
| Beilerstraat 84 t.o. Port Natal, theekoepel en duiventil                     | 1840 (theekoepel) |                  | RM 8402                 |            |
| Beilerstraat 86 Zuiderbegraafplaats                                          | 1892              | Jan Vroom sr.    | GM, PM1-0009[dode link] |            |
| Beilerstraat 86 Zuiderbegraafplaats, toegangshek                             |                   |                  | RM 469372               |            |
| Beilerstraat 145-147 Dubbel woonhuis met smeedijzeren hekwerk                | 1906              | P. Belgraver     | GM, PM1-0054            |            |
| Beilerstraat 149-151 Dubbel woonhuis                                         | ca. 1905          |                  | GM, PM1-0055            |            |
| Beilerstraat 153-155 Dubbele woonhuis                                        | ca. 1905          |                  | GM, PM1-0057            |            |
| Beilerstraat 173 Boschlust                                                   | ca. 1885          |                  | GM                      |            |